# 水谷琢元
水谷琢元（生歿年不詳）為日本江戶時代圍棋棋士，棋力六段，活躍於天明年代。為本因坊家外家水谷家首位家督，後其子水谷琢順成為二世。

## 生平
拜於九世本因坊察元門下，1777年升上三段，留下與業餘棋士小快禪黑三目勝的紀錄。之後可以被察元讓先而升為四段，且戰勝小松快禪，使察元感到驚訝。1782年開始與安井家年輕家督仙知仙角對局，一開始仙知先一勝一敗，之後琢元被讓先相先一勝四敗一和。1784年開始與服部因徹分先下了二十六局，十二勝十三敗一和。
1786年五段，晚年升上六段。1797年收關山仙太夫為徒，隔年推薦其拜於本因坊烈元門下，成為後來有名的業餘棋士。之後水谷家由琢元的兒子水谷琢順繼任，水谷家一路延續到明治時期的水谷四谷。

## 外部連結
- 日本圍棋故事